# Davana
Davana és un gènere d'arnes de la família Crambidae. Conté només una espècie descrita, Davana phalantalis. Es desconeix la identitat d'aquesta espècie, ja que el gènere tipus s'ha perdut.